# Камидзи
Ками́дзи (яп. 上地島 камидзи-дзима) — небольшой остров, один из островов Арагусуку, в островной группе Яэяма островов Сакисима архипелага Рюкю. Административно относится к округу Такэтоми уезда Яэяма префектуры Окинава, Япония.
Остров расположен на юго-восток от острова Ириомоте и на запад от острова Куросима.
Площадь составляет 1,55 км², высота — 12 м.
На острове есть небольшое село Уэдзи.